# Lac Bourdel
Lac Bourdel är en sjö i Kanada.   Den ligger i regionen Nord-du-Québec och provinsen Québec, i den östra delen av landet, 1 300 km norr om huvudstaden Ottawa. Lac Bourdel ligger 246 meter över havet. Arean är 94 kvadratkilometer. Den sträcker sig 13,5 kilometer i nord-sydlig riktning, och 34,3 kilometer i öst-västlig riktning.
Omgivningarna runt Lac Bourdel är i huvudsak ett öppet busklandskap. Trakten runt Lac Bourdel är nära nog obefolkad, med mindre än två invånare per kvadratkilometer.